# Chamaedorea hodelii
Chamaedorea hodelii là loài thực vật có hoa thuộc họ Arecaceae. Loài này được Grayum mô tả khoa học đầu tiên năm 1998.